# Liste von Sendeanlagen in Sachsen-Anhalt
Die Liste von Sendeanlagen in Sachsen-Anhalt umfasst Sendeanlagen insbesondere für Fernsehen, Hörfunk, Amateurfunk, Mobilfunk und Richtfunk in Sachsen-Anhalt.

## Sendeanlagen
| Name                            | Stadt / Landkreis           | Berg         | Höhe         | Baujahr | Betreiber des Senders | Funktionen                                               | Bemerkungen |
| ------------------------------- | --------------------------- | ------------ | ------------ | ------- | --------------------- | -------------------------------------------------------- | --- |
| Sender Aschersleben             | Salzlandkreis               | -            | -            | -       | -                     | UKW                                                      | |
| Sender Berga                    | Landkreis Mansfeld-Südharz  | -            | -            | -       | -                     | UKW                                                      | |
| Sender Bernburg                 | Salzlandkreis               | -            | 40 m         | 1946    | Deutsche Funkturm     | UKW, Mobilfunk                                           | Stahlrohrmast, Mittelwellensender 2008 abgebaut |
| Sender Blankenburg              | Landkreis Harz              | -            | -            | -       | -                     | UKW                                                      | |
| Sendeturm Brocken               | Landkreis Harz              | Brocken      | 115 m        | 1973    | Deutsche Funkturm     | UKW, DAB, DVB-T, Mobilfunk, Richtfunk, Amateurfunkdienst | alter Fernsehturm von 1937 heute Brockenherberge |
| Fernmeldeturm Burg              | Landkreis Jerichower Land   | Kapaunberg   | 97 m         | 1973    | Deutsche Funkturm     | UKW, DAB                                                 | |
| Sender Burg                     | Landkreis Jerichower Land   | -            | 324 m, 210 m | 1953    | Media Broadcast       | MW, LW, Richtfunk                                        | MW-Antenne zu Beginn der 1990er-Jahre demontiert, LW-Mast nicht mehr für Hörfunk genutzt, nur noch 2 Antennen vorhanden (LW-Gittermast MW-Stahlrohrmast) |
| Sender Burg-Stadt               | Landkreis Jerichower Land   | -            | -            | -       | -                     | UKW                                                      | |
| Fernsehturm Dequede             | Landkreis Stendal           | -            | 180 m        | 1959    | Deutsche Funkturm     | UKW, DAB, DVB-T                                          | |
| Sender Dessau                   | Dessau-Roßlau               | -            | -            | -       | -                     | UKW, Mobilfunk                                           | |
| Sender Eisleben                 | Landkreis Mansfeld-Südharz  | -            | -            | -       | -                     | UKW, Mobilfunk, Richtfunk                                | |
| Sender Frohser Berg, Schönebeck | Salzlandkreis               | Frohser Berg | 158 m        | 1996    | Deutsche Funkturm     | UKW, DAB, Mobilfunk, Richtfunk                           | |
| Sender Genthin                  | Landkreis Jerichower Land   | -            | -            | -       | -                     | UKW                                                      | |
| Sender Gernrode                 | Landkreis Harz              | Bückeberg    | -            | -       | -                     | UKW, Mobilfunk                                           | |
| Goliath in Kalbe (Milde)        | Altmarkkreis Salzwedel      | -            | 170 m        | 1941–43 | -                     | Längstwelle                                              | militärische Nutzung, 1947 abgerissen und eingelagert, steht seit 1952 bei Nischni Nowgorod                                                              |
| Sender Haldensleben             | Landkreis Börde             | -            | -            | -       | -                     | UKW, Mobilfunk                                           | |
| Sender Halle/Gerberstraße       | Halle (Saale)               | -            | -            | -       | -                     | UKW, Mobilfunk                                           | auf dem Dach der MDR-Hörfunkzentrale |
| Funkturm Halle                  | Halle (Saale)               | -            | 160,5 m      | 2005    | Deutsche Funkturm     | UKW, DVB-T                                               | Stahl |
| Sender Jerichow                 | Landkreis Jerichower Land   | -            | -            | -       | -                     | UKW                                                      | |
| Sender Jessen                   | Landkreis Wittenberg        | -            | -            | -       | -                     | UKW, Mobilfunk                                           | |
| Sender Klötze                   | Altmarkkreis Salzwedel      | -            | -            | -       | -                     | UKW, Mobilfunk                                           | |
| Sender Köthen                   | Landkreis Anhalt-Bitterfeld | -            | -            | -       | -                     | UKW                                                      | |
| Sender Magdeburg-Buckau         | Magdeburg                   | -            | -            | -       | -                     | UKW, Mobilfunk                                           | |
| Sender Magdeburg (Stadt)        | Magdeburg                   | -            | 160 m        | 2007    | -                     | DVB-T, Mobilfunk                                         | Stahl |
| Sender Naumburg                 | Burgenlandkreis             | -            | -            | -       | -                     | UKW, Mobilfunk                                           | |
| Fernmeldeturm Petersberg        | Saalekreis                  | Petersberg   | 119 m        | 1963–65 | Media Broadcast       | UKW, DAB, Richtfunk                                      | |
| Sender Pettstädt (Weißenfels)   | Burgenlandkreis             | -            | -            | 2017    | -                     | DAB                                                      | |
| Sender Salzwedel-Fleetmark      | Altmarkkreis Salzwedel      | -            | -            | -       | -                     | UKW, Mobilfunk                                           | |
| Sender Sangerhausen             | Landkreis Mansfeld-Südharz  | -            | -            | -       | -                     | UKW                                                      | |
| Fernmeldeturm Schneidlingen     | Salzlandkreis               | -            | -            | -       | -                     | UKW, DAB, Mobilfunk                                      | |
| Sender Stendal                  | Landkreis Stendal           | -            | -            | -       | -                     | UKW                                                      | |
| Sender Stendal-Borstel          | Landkreis Stendal           | -            | -            | -       | -                     | UKW                                                      | |
| Sender Weißenfels               | Burgenlandkreis             | -            | -            | -       | -                     | UKW                                                      | |
| Sender Wendelstein              | Burgenlandkreis             | -            | -            | -       | -                     | UKW, Mobilfunk                                           | |
| Sender Wernigerode              | Landkreis Harz              | -            | -            | -       | -                     | UKW                                                      | |
| Sender Wittenberg               | Landkreis Wittenberg        | Gallunberg   | 186 m        | -       | Deutsche Funkturm     | UKW, DAB, DVB-T                                          | |
| Sender Zeitz                    | Burgenlandkreis             | -            | -            | -       | -                     | UKW, Mobilfunk                                           | |